# Ancien presbytère de Chamonix-Mont-Blanc
L'ancien presbytère de Chamonix-Mont-Blanc est un bâtiment situé à Chamonix-Mont-Blanc, en France.
Il est appelé Maison de la montagne du fait des institutions qu'il héberge.

## Localisation
Ce bâtiment est situé dans le département français de la Haute-Savoie, sur le territoire de la commune de Chamonix-Mont-Blanc, dans le centre-ville près de l'église Saint-Michel.

## Description
Ce bâtiment a fait l'objet d'importants travaux de rénovation. C'est aujourd'hui la « Maison de la montagne », qui regroupe les bureaux de, :
- l'École du ski français (ESF) ;
- la Compagnie des guides de Chamonix ;
- l'Office de haute montagne (OHM) fondé en 1972 par le guide Gérard Devouassoux, un service d'information gratuit, ouvert à tous, toute l'année. L'OHM est tenu par l'association la « Chamoniarde », société de prévention et de secours en montagne ;
- Un espace d'information météorologique, « le météosite », créé en 2000 en complément de l'OHM, et issu d'un partenariat entre la municipalité de Chamonix-Mont-Blanc et Météo-France.

## Historique
L'édifice est inscrit au titre des monuments historiques depuis 1941.